# Joseph Chatt
Joseph Chatt (Horden, 6 novembre 1914 – Hove, 19 maggio 1994) è stato un chimico britannico, famoso per i suoi contributi alla chimica metallorganica che gli valsero la vittoria del Premio Wolf per la chimica e alla comprensione dei meccanismi dei processi di fissazione dell'azoto.

## Vita
Chatt nacque a Horden, villaggio della contea di Durham. Studiò dapprima a Welton e poi a Wigton nel Cumberland (ora Cumbria). Nel 1935 si trasferì all'Emmanuel College dell'Università di Cambridge per studiare chimica. Ottenne il PhD nel 1940 sotto la guida di Frederick George Mann studiando composti organoarsenicali e organofosforici, e i relativi complessi con metalli di transizione.
Nel periodo 1941/1942 della seconda guerra mondiale lavorò brevemente sugli esplosivi al Royal Arsenal di Woolwich. Dal 1942 al 1946 fu impiegato come chimico presso la ditta Peter Spence & Sons che produceva principalmente allume. Nel 1946 ebbe una borsa di studio dalle Imperial Chemical Industries (ICI) presso l'Imperial College di Londra. Nel 1947 sposò Ethel Williams, con la quale avrebbe avuto un figlio e una figlia. Sempre nel 1947 l'ICI lo chiamò a dirigere un nuovo laboratorio di ricerca in chimica inorganica presso Welwyn, una trentina di chilometri a nord di Londra. Qui lavorò fino al 1962, formando un gruppo di ricerca assieme al quale avrebbe dato contributi fondamentali nel campo della chimica metallorganica. Nel 1962 il laboratorio fu chiuso per problemi finanziari dell'ICI, e nel 1963 su incarico del Consiglio di Ricerca sull'Agricoltura Chatt fu invitato a dirigere un nuovo gruppo di ricerca sulla fissazione dell'azoto che si insediò presso l'Università del Sussex. Questo gruppo acquisì una reputazione mondiale, arrivando a comprendere circa 80 persone nel 1980, e contribuendo alla comprensione dei meccanismi chimici e biologici della fissazione dell'azoto. Nel 1980 Chatt andò in pensione e si ritirò gradualmente da ogni attività professionale. Nel 1991 gli fu diagnosticato un tumore; morì nel 1994.

## Ricerche
Chatt fu uno dei più noti chimici inorganici della sua generazione. Fu uno dei pionieri della chimica metallorganica, innovando i procedimenti di sintesi e la comprensione degli effetti elettronici e dei meccanismi di reazione dei metalli di transizione. Studiò tra l'altro complessi metallo-idruri e metallo-alcheni. Descrisse il primo esempio di attivazione del legame C-H tramite complessi dei metalli di transizione. Nel campo della fissazione dell'azoto contribuì in particolare alla comprensione dei meccanismi chimici e biologici di questo processo sintetizzando vari modelli inorganici. Descrisse nel 1972 il primo caso di reazione della molecola di diazoto coordinata in un complesso metallico.

## Riconoscimenti
Chatt fu membro di molte società scientifiche, tra cui la Royal Society of Chemistry, la New York Academy of Sciences e la American Academy of Arts and Sciences. Nel 1978 fu nominato Commendatore dell'Ordine dell'Impero Britannico (CBE). Nel 1979 ricevette la Medaglia Davy, e nel 1981 il Premio Wolf per la chimica "per i contributi pionieristici e fondamentali alla sintesi dei metalli di transizione, in particolare di idruri dei metalli di transizione e di complessi di diazoto".